# Iznalloz
Iznalloz è un comune spagnolo di 6 016 abitanti situato nella comunità autonoma dell'Andalusia.
Negli ultimi anni due entità locali di Iznalloz si sono separate per dar vita a due comuni autonomi: Dehesas Viejas nel 2014 e Domingo Pérez de Granada nel 2015.